# W8-motor
 Ikke at forveksle med V8-motor.
En W8-motor er en ottecylindret stempelmotor i W-konfiguration. W8'eren kan betragtes som en flad V8-motor sammensat af to 15° VR4-motorer med 72 grader mellem cylinderrækkerne og én krumtapaksel. De udvendige dimensioner gør, at motoren kan monteres i et motorrum som ellers var beregnet til en V6-motor.

## Volkswagen W8-motor
Volkswagens W8-motor var monteret fortil på langs i Volkswagen Passat B5 mellem september 2001 og september 2004, men salget forblev minimalt med kun 10.000 enheder over verden pr. år. Passat W8 var Volkswagens topmodel frem til introduktionen af Volkswagen Phaeton.
Den 4,0-liters (3999 cm³) W8-motor havde en effekt på 202 kW (275 hk) ved 6000 omdr./min. og et drejningsmoment på 370 Nm ved 2750 omdr./min. Motoren var udstyret med to kædedrevne, overliggende knastaksler (to i hver cylinderrække), og to balanceaksler for at mindske vibrationerne. W8'eren delte nogle komponenter med VR5- og VR6-motorerne. 
Den nye Passat (type B6), som blev introduceret i 2005, havde motoren vendt på tværs. W8'eren var imidlertid fysisk for stor til at kunne monteres på denne måde, hvorfor VR6-motoren på 3,6 liter var topmotor i Passat B6.